# Teste de oclusão
Teste de oclusão ou teste de cobertura ("cover test" em inglês) é um exame estrabológico resumido, realizado por ortoptistas, para verificar objetivamente os movimentos oculares decorrentes de foria ou tropia (estrabismo).
É realizado em paciente que possui fixação central e correspondência sensorial normal.
Outros testes são usados para avaliar a estrutura motora ocular, em pacientes com fixação excêntrica, como a Régua de Krimsky ou o Teste de White.
Para avaliar a motricidade oblíqua, incluindo os músculos verticais, utilizam-se as Manobras de Bielschowsky.
O ortoptista é o melhor profissional a verificar esses testes, porque tem conhecimentos de dados de refração ocular, acomodação e motricidade ocular.

## Casos clínicos possíveis (resumido)
- Exotropia
- Endotropia
- Hipertropia
- Hipotropia
- Exoforia
- Endoforia
- Hiperforia
- Hipoforia
- Inciclotropia
- Incicloforia
- Exciclotropia
- Excicloforia